# 치체스터

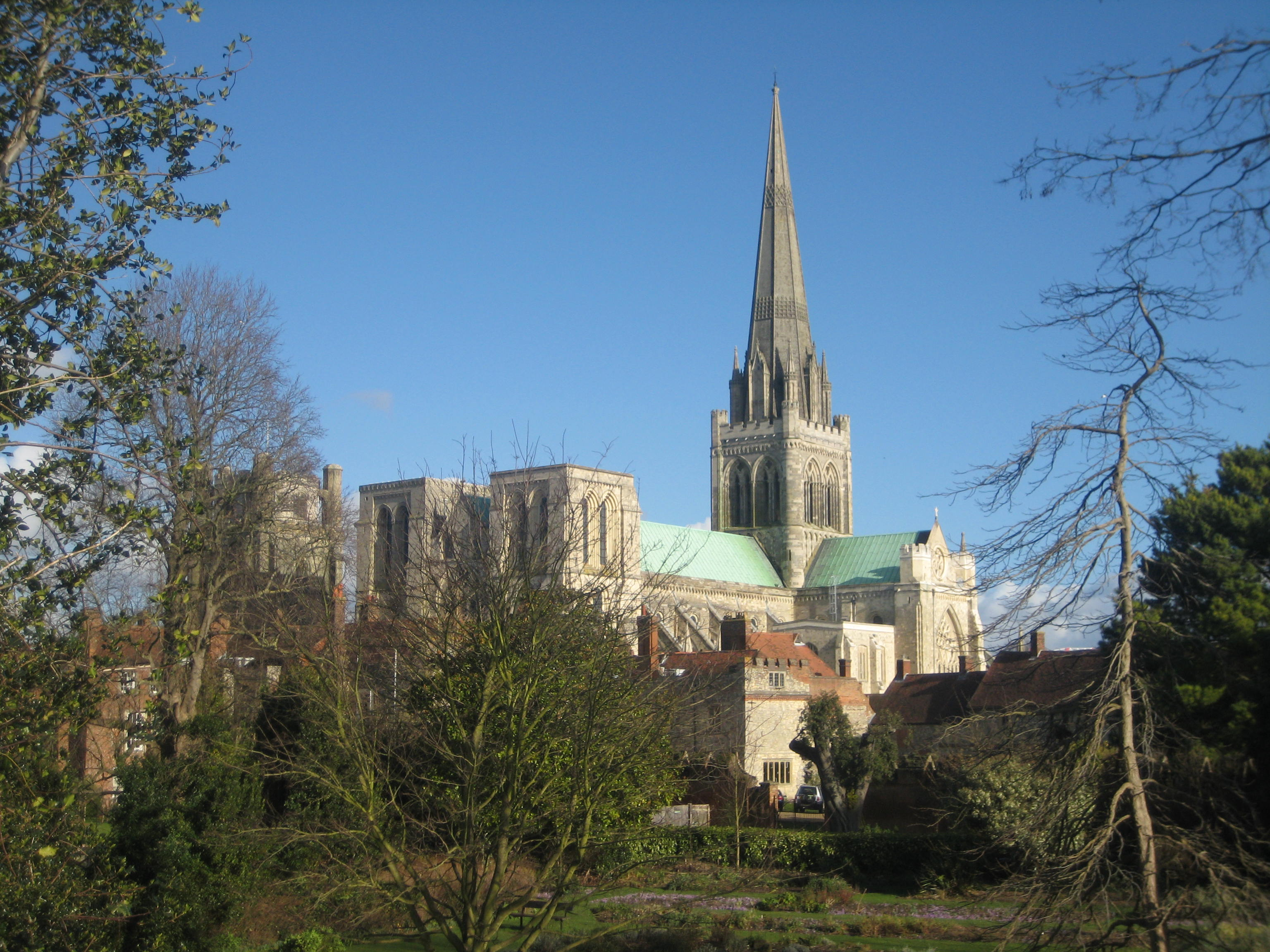
치체스터

치체스터(Chichester)는 잉글랜드 웨스트서식스주의 도시로, 인구는 2011년 조사 기준 26,795명이다.
웨스트서식스주의 유일한 도시이자 카운티 타운이다. 이곳은 로마인과 앵글로색슨족의 정착지였으며 당시부터 노르만 시대, 중세 시대를 거쳐 현재에 이르기까지 주요 시장 도시였다. 영국 교회 치체스터 교구 소재지이며 12세기 대성당이 있다.
이 도시에는 치체스터 운하와 라반트강이라는 두 개의 주요 수로가 있다. 윈터본(winterbourne)인 라반트는 성벽 남쪽으로 이어진다. 도심에 가까울 때 대부분 지하 배수로에 숨겨져 있다.